# یام (خوشاب)
یام ، روستایی است از توابع بخش مشکان و در شهرستان خوشاب استان خراسان رضوی ایران.
این روستا از قبیله بیات و شاخه قره بیات است و به زبان تورکی صحبت میکنند.
در زمان هجوم قوم مغول به ایران مردم این قبیله در نیشابور مقاومت زیادی در مقابل مغول انجام داده و نبرد بین انها بعد از رسیدن نیروهای کمکی مغول،با عقب نشینی به سمت ارتفاعات و دره یام ادامه یافت.

## جمعیت
این روستا در دهستان یام قرار داشته و بر اساس سرشماری سال ۱۳۸۵ جمعیت آن ۴۴۲ نفر (۱۹۱ خانوار)
بوده است.